# Nyctibora dichropoda
Nyctibora dichropoda är en kackerlacksart som beskrevs av Morgan Hebard 1926. Nyctibora dichropoda ingår i släktet Nyctibora och familjen småkackerlackor. Inga underarter finns listade i Catalogue of Life.